# 롯데에너지머티리얼즈
롯데에너지머티리얼즈(Lotte Energy Materials)는 전자 장비에 사용되는 얇은 구리 박인 '일렉포일'(Elecfoil)의 제조 및 판매를 전문으로 하는 코스피 상장기업이다.

## 연혁
- 1987년 - 덕산금속(주)
- 1996년 - 일진소재산업(주)
- 2010년 - 일진머티리얼즈(주)
- 2023년 - 롯데에너지머티리얼즈(주)

## 업종
일렉포일이란 압연 방식이 아닌, 전기분해를 통해 만드는 얇은 구리 박(箔)이다. 일렉포일(Electrodeposited copper foil)은 이차전지와 인쇄회로기판(PCB)에 들어가는 핵심 소재이다. 그 때문에 반도체가 전자산업의 쌀이라면, 일렉포일은 전자산업의 밭이라고 비유되기도 한다. 최근에는 2차전지의 핵심소재인 음극집전체에 사용되며 그 쓰임새가 대폭 확대되어, 제2의 전성기를 맞고 있다.

## 기술
롯데에너지머티리얼즈에서 일렉포일 연구에 착수한 것은 1978년이었는데, 그 당시에는 일본업체들이 세계 시장의 100%를 점유하고 있었다. 그 후 독자연구를 통해 일렉포일을 생산 및 국산화에 성공했고 2010년에는 일렉포일 분야에서 세계 시장 2위로 올라섰다. 이 회사의 일렉포일 생산량은 전 세계 총 생산량의 15% 가량에 해당한다.

## 규모 및 수익
2023년 기준으로 회사 매출액은 8,090억원이고, 영업이익은 118억원이다. 부채비율은 21%로 높은 재무 안정성을 보유하고 있다. 코스피 상장 종목이다.

## 계열사
롯데에너지머티리얼즈(주)는 롯데케미칼의 자회사로서 롯데정밀화학, 롯데알미늄 등과 함께 롯데화학군에 속해있으며, 롯데그룹의 주요 계열사 중에 하나이다. 
롯데에너지머티리얼즈의 자회사로 롯데에코월, 롯데테크가 있다. 롯데에코월은 커튼월 사업을 영위하고 있다. 커튼월(curtain wall)이란 건물하중은 기둥, 들보, 바닥, 지붕으로 지탱하고 외벽의 하중을 최소화해서 마치 커튼을 치듯 건축자재를 돌려처 외벽으로 삼는 건축공법이다. 롯데테크는 건설사업을 영위하며 일렉포일 생산공장 건설에 특화되어 있다.

## 테마
롯데에너지머티리얼즈는 증시에서 전기차 테마주, 혹은 2차전지 테마주로 분류된다. 이 회사가 생산하는 일렉포일(동박)이 전기차에 사용되는 2차전지에 필수적인 재료이기 때문이다.

## 참고 문헌
1. ↑  [알아봅시다] 일렉포일(elecfoil) 전기분해로 만든 '구리박' PCBㆍ2차전지 등 핵심소재, 디지털타임즈 2010-11-07
2. ↑  [新부품 패권시대] "휴대폰·PC용 구리薄(박) 2만번 넘는 실험 끝에 일본 따라잡았어요", 조선비즈 2014. 9. 28